# Kuryliwka (obwód chmielnicki)
Kuryliwka (ukr. Курилівка) – wieś na Ukrainie, w obwodzie chmielnickim, w rejonie chmielnickim, w hromadzie Wołoczyska. W 2001 liczyła 653 mieszkańców, spośród których 642 wskazało jako ojczysty język ukraiński, 9 rosyjski, 1 mołdawski, a 1 inny.